# عن الفئران والرجال (فلم)
عن الفئران والرجال (بالإنجليزية: Of Mice and Men) هو فيلم دراما تم إنتاجه في الولايات المتحدة وصدر في سنة 1939. الفيلم من إخراج لويس مايلستون.

## ترشيحات وجوائز
| السنة | الحدث  | الفئة     | النتيجة |
| ----- | ------ | --------- | ------- |
|       | أوسكار | أفضل فيلم | ترشـيـح |

## وصلات خارجية
- عن الفئران والرجال على موقع IMDb (الإنجليزية)
- عن الفئران والرجال على موقع ميتاكريتيك (الإنجليزية)
- عن الفئران والرجال على موقع الموسوعة البريطانية (الإنجليزية)
- عن الفئران والرجال على موقع روتن توميتوز (الإنجليزية)
- عن الفئران والرجال على موقع نتفليكس (الإنجليزية)
- عن الفئران والرجال على موقع ألو سيني (الفرنسية)
- عن الفئران والرجال على موقع Turner Classic Movies (الإنجليزية)
- عن الفئران والرجال على موقع أول موفي (الإنجليزية)
- عن الفئران والرجال على موقع قاعدة بيانات الأفلام السويدية (السويدية)
- عن الفئران والرجال على موقع قاعدة بيانات الفيلم (الإنجليزية)

1. 1 2 3 4 5  وصلة مرجع: http://www.cinemotions.com/Des-Souris-et-des-hommes-tt10646. الوصول: 17 أبريل 2016.
2. 1 2 3 4 5 6 7 8 9  وصلة مرجع: http://www.imdb.com/title/tt0031742/fullcredits. الوصول: 17 أبريل 2016.